# 皮耶罗·坎佩利
皮耶罗·坎佩利（義大利語：Piero Campelli，1893年12月20日—1946年10月20日），意大利男子足球运动员，司职守门员。他曾代表意大利参加1912年和1920年夏季奥林匹克运动会足球比赛，分别获得第九名和第四名。